# 河野元貴
河野 元貴（かわの げんき、1991年6月14日 - ）は、福岡県北九州市小倉南区出身の元プロ野球選手（捕手）。右投左打。

## 経歴

### プロ入り前
小学1年生で野球を始め、行橋シニアでは投手として全国大会に出場した。九州国際大付高では、正捕手として3年時の夏に甲子園出場（三回戦敗退）。二塁への送球到達タイムが1.78秒という強肩で注目を集める。大会後には全日本の一員として日米親善高校野球大会に出場。
2009年10月29日、読売ジャイアンツから育成ドラフト2位指名を受け入団。同期には鬼屋敷正人、市川友也と河野を含め3人の捕手がいる。

### プロ入り後
育成選手のまま、イースタン・リーグ（二軍）で、1年目の2010年は14試合に出場、翌2011年は同リーグで捕手としてはチーム最多となる64試合に出場。いずれの年も、オフには阿部慎之助が主宰するグアムでの自主トレーニングに参加する機会を得た。
育成選手として3年目の2012年7月30日、岸敬祐とともに支配下選手登録された。背番号は95。
2013年7月25日の広島東洋カープ戦で公式戦初出場、8月の横浜戦ではプロ初安打・初本塁打を記録した。また優勝翌日の9月23日の広島戦ではスタメン出場し先発の今村信貴らを好リードし、無安打ながらお立ち台に上がった。
2014年以降は2017年まで、一軍での出場はない。2017年は二軍で51試合に出場し、打率.233、0本塁打、11打点だった。
2018年4月7日のヤクルト戦に代打で5年ぶりに一軍出場した。しかし同年6月、チームメイトの篠原慎平が居酒屋で裸になったところを同席した河野が撮影して自身のInstagramアカウントに投稿していたことが発覚した。これにより篠原と河野は同月13日付で球団から謹慎処分を受けた。選手としての身分はともに、「2018年7月7日から11月30日まで間において期限を定めない」出場停止選手となり、同年8月10日付での「復帰」まで出場停止選手の状態が続き、停止は解除されたもののシーズン終了まで一軍に再昇格できなかった。10月26日に篠原とともに戦力外通告を受けるも、現役続行を希望。11月13日に12球団合同トライアウトに参加したが、5人の投手と対戦して1四球無安打という結果だった。12月2日に自由契約公示された。

### 巨人退団後
2019年末から2020年初めにかけて、元プロ野球選手で経営者の橋本太郎のYouTubeチャンネル「太郎道場TV」にゲスト出演。動画内では2018年の不適切行為についても言及した。

## 選手としての特徴
現 巨人二軍監督の阿部慎之助ですら「敵わない」と言わしめる強肩が特徴。

## 詳細情報

### 年度別打撃成績
| 年 度     | 球 団     | 試 合 | 打 席 | 打 数 | 得 点 | 安 打 | 二 塁 打 | 三 塁 打 | 本 塁 打 | 塁 打 | 打 点 | 盗 塁 | 盗 塁 死 | 犠 打 | 犠 飛 | 四 球 | 敬 遠 | 死 球 | 三 振 | 併 殺 打 | 打 率 | 出 塁 率 | 長 打 率 | O P S |
| --------- | --------- | ----- | ----- | ----- | ----- | ----- | -------- | -------- | -------- | ----- | ----- | ----- | -------- | ----- | ----- | ----- | ----- | ----- | ----- | -------- | ----- | -------- | -------- | ----- |
| 2013      | 巨人      | 11    | 16    | 16    | 1     | 1     | 0        | 0        | 1        | 4     | 3     | 0     | 0        | 0     | 0     | 0     | 0     | 0     | 5     | 0        | .063  | .063     | .250     | .313  |
| 2018      | 巨人      | 4     | 1     | 1     | 0     | 0     | 0        | 0        | 0        | 0     | 0     | 0     | 0        | 0     | 0     | 0     | 0     | 0     | 0     | 0        | .000  | .000     | .000     | .000  |
| 通算：2年 | 通算：2年 | 15    | 17    | 17    | 1     | 1     | 0        | 0        | 1        | 4     | 3     | 0     | 0        | 0     | 0     | 0     | 0     | 0     | 5     | 0        | .059  | .059     | .235     | .294  |

### 年度別守備成績
| 年 度 | 球 団 | 捕手  | 捕手  | 捕手  | 捕手  | 捕手  | 捕手     | 捕手  | 捕手     | 捕手     | 捕手     | 捕手     |
| 年 度 | 球 団 | 試 合 | 刺 殺 | 補 殺 | 失 策 | 併 殺 | 守 備 率 | 捕 逸 | 企 図 数 | 許 盗 塁 | 盗 塁 刺 | 阻 止 率 |
| ----- | ----- | ----- | ----- | ----- | ----- | ----- | -------- | ----- | -------- | -------- | -------- | -------- |
| 2013  | 巨人  | 9     | 38    | 4     | 0     | 1     | 1.000    | 0     | 0        | 0        | 0        | -        |
| 2018  | 巨人  | 3     | 3     | 1     | 0     | 0     | 1.000    | 0     | 1        | 0        | 1        | 1.000    |
| 通算  | 通算  | 12    | 41    | 5     | 0     | 1     | 1.000    | 0     | 1        | 0        | 1        | 1.000    |

### 記録
- 初出場：2013年7月25日、対広島東洋カープ14回戦（東京ドーム）、5回表に阿部慎之助に代わり捕手で出場
- 初打席：同上、5回裏に前田健太から三邪飛
- 初安打・初本塁打・初打点：2013年8月25日、対横浜DeNAベイスターズ20回戦（横浜スタジアム）、9回表に大田阿斗里から右越3ラン
- 初先発出場：2013年9月23日、対広島東洋カープ23回戦（東京ドーム）、8番・捕手で先発出場

### 背番号
- 111 （2010年）
- 002 （2011年 - 2012年7月29日）
- 95 （2012年7月30日 - 2013年）
- 53 （2014年 - 2016年）
- 94 （2017年 - 2018年）

### 登場曲
- 「トモダチ」ケツメイシ（2010年 - 2011年）
- 「Good Luck Homies feat. 山猿」LGYankees（2011年 - 2012年）
- 「無責任ヒーロー」関ジャニ∞（2012年）
- 「MY HEAVEN」BIGBANG（2013年）
- 「In Your Eyes」INNA（2013年 - 2015年）
- 「ひとりじゃない」DEEN（2016年 - 2017年)
- 「サバイバル」GLAY （2018年）